# Tabernero (Almería)

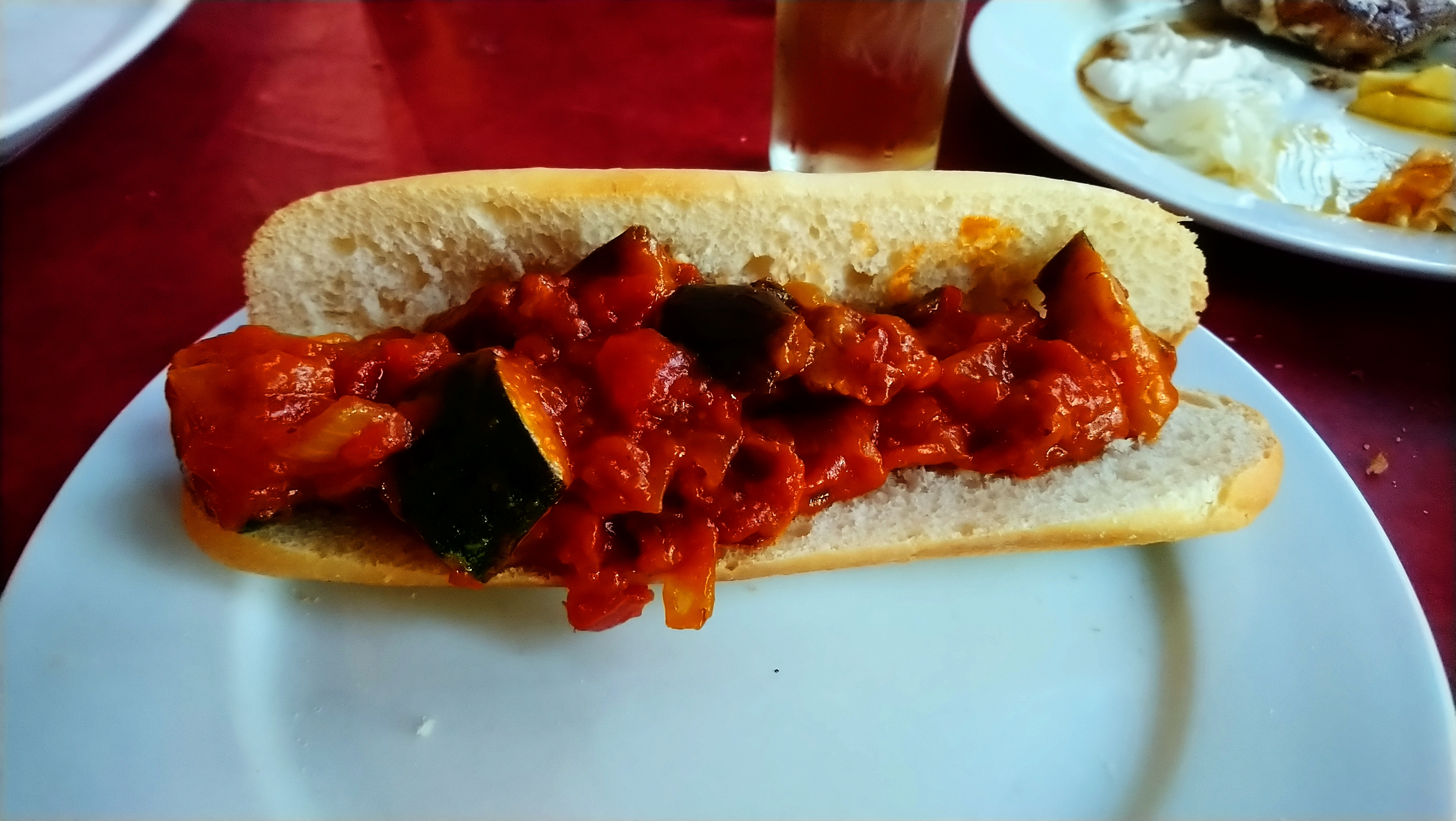
Tapa de tabernero, en un conocido bar en el Paseo Marítimo.

El tabernero es una tapa tradicional de Almería que es comúnmente servida en una amplia variedad de bares de la ciudad. Su elaboración se basa en un pisto o fritura de verdura, ajo, cebolla, pimientos verdes, tomate con un toque picante que se sirve en la cazuela con una rebanada de pan o en bocadillo pequeño. 

## Historia
Se desconoce el origen primitivo del tabernero, pero existen dos opiniones acerca de su etimología. La primera de ellas proviene de su hábitat, las tabernas, en las que era servido, y una segunda que hace referencia en un supuesto origen en la localidad de Tabernas. Según algunas fuentes, el primer establecimiento que sirvió esta tapa fue El Disloque, hacía los años 1950 y en honor al origen de sus padres; siendo más tarde copiado por la Bodega Montenegro con pequeñas variaciones.